# Israël au Concours Eurovision de la chanson 1998
Israël a participé au Concours Eurovision de la chanson 1998 à Birmingham, Angleterre, au Royaume-Uni. C'est la 21e participation et la 3e victoire israélienne au Concours Eurovision de la chanson.
Le pays est représenté par Dana International et la chanson Diva, sélectionnées en interne par l'IBA (Autorité de radiodiffusion d'Israël).

## Sélection interne
Le radiodiffuseur israélien, Autorité de radiodiffusion d'Israël (IBA, Israel Broadcasting Authority), choisit l'artiste et la chanson représentant Israël au Concours Eurovision de la chanson 1998 au moyen d'une sélection interne.
C'est alors la chanson Diva, interprétée par l'auteur-compositrice-interprète Dana International — ayant déjà participé à la sélection nationale israélienne pour l'Eurovision 1995 où elle a été deuxième — qui fut choisie. La chanson est écrite par Yoav Ginay (he) et composée par Tzvika Pick.
| Ordre | Interprète         | Chanson | Traduction | Langue |
| ----- | ------------------ | ------- | ---------- | ------ |
| 1     | Dana International | Diva    | –          | Hébreu |

## À l'Eurovision

Points attribués à Israël au Concours Eurovision de la chanson 1998.

### Points attribués par Israël
| 12 points | Royaume-Uni |
| 10 points | Croatie     |
| 8 points  | Pays-Bas    |
| 7 points  | Malte       |
| 6 points  | Roumanie    |
| 5 points  | Belgique    |
| 4 points  | Norvège     |
| 3 points  | Espagne     |
| 2 points  | Portugal    |
| 1 point   | Chypre      |

### Points attribués à Israël
| 12 points                       | 10 points                                                           | 8 points    | 7 points                                    | 6 points             |
| ------------------------------- | ------------------------------------------------------------------- | ----------- | ------------------------------------------- | -------------------- |
| - France - Malte - Portugal     | - Belgique - Chypre - Espagne - Finlande - Grèce - Pologne - Suisse | - Macédoine | - Allemagne - Estonie - Roumanie - Slovénie | - Irlande - Pays-Bas |
| 5 points                        | 4 points                                                            | 3 points    | 2 points                                    | 1 point              |
| - Royaume-Uni - Suède - Turquie |                                                                     | - Norvège   |                                             |                      |

Dana International interprète Diva en 8e position, après la Pologne et avant l'Allemagne. Au terme du vote final, Israël termine 1re sur 25 pays, obtenant 172 points.